# San Jacinto (Lied)
San Jacinto ist ein Lied des britischen Pop-Rock-Musikers Peter Gabriel aus dem Jahr 1982.

## Entstehung und Veröffentlichung
Das Lied wurde von Peter Gabriel geschrieben. Gabriel zeichnete darüber hinaus, zusammen mit David Lord, für die Produktion verantwortlich.
San Jacinto war der erste Song, den Gabriel am 16. Juli 1982 bei WOMAD spielte, einem Festival, das er 1982 organisierte, um Künstler aus der ganzen Welt zu präsentieren. Das Festival fand drei Tage lang im Juli auf dem Royal Bath and West Showground in Somerset, England, statt. Der größte Teil seiner Setlist bestand aus Titeln seines vierten Studioalbums mit dem Namen Peter Gabriel (Security), das zu diesem Zeitpunkt noch nicht erschienen war. Die Erstveröffentlichung von San Jacinto erfolgte als Teil dieses Albums am 6. September 1982. Der gesamte Auftritt vom 16. Juli 1982 wurde am 8. August 2025 als Album Live at WOMAD 1982 digital veröffentlicht.
Auf dem Livealbum Plays Live wurde der Song am 8. Juni 1983 erstmals als Live-Aufnahme veröffentlicht.
Auszüge aus der Coda des Songs wurden für den instrumentalen Titel Powerhouse at the Foot of the Mountain auf Gabriels Soundtrack-Album Birdy von 1985 wiederverwendet.
Gabriel spielte den Song in einem 30-minütigen Set für A Conspiracy of Hope, einer Reihe von Benefizkonzerten für Amnesty International im Jahr 1986. Auf der This Way Up Tour von 1986 bis 1987 wurde San Jacinto ebenfalls gespielt und auf Gabriels erstem Konzertfilm PoV 1990 erstmals auf Video veröffentlicht. Auf DVD erschien diese Aufnahme auf dem überarbeiteten Konzertfilm Live in Athens 1987 erstmals am 16. September 2013. Die Audio-Ausgabe erschien ebenfalls unter dem Namen Live in Athens 1987 am 16. Oktober 2020.
Auf der Secret World Tour von Peter Gabriel von 1993 bis 1994 wurde das Lied erneut live gespielt. Die Live-Aufnahme aus dem Palasport Nuovo (heute: PalaPanini), Modena, Emilia-Romagna, Italien wurde am 28. August 1994 auf dem Livealbum Secret World Live nur auf digitalen Plattformen und Vinyl sowie der EP SW Live EP und erstmals als Video am 13. September 1994 auf VHS in dem Konzertfilm mit dem gleichen Titel veröffentlicht.
Das Lied wurde auch am 23. November 2003 bei einem exclusiven Konzert für Mitglieder von Peter Gabriels Full Moon Club in dem Big Room, dem größten Aufnahmeraum der Real World Studios live gespielt. Das Konzert wurde jedoch erst beginnend mit dem 24. April 2024 auf Gabriels Bandcamp-Kanal für die Abonnenten stückweise veröffentlicht. Am 27. Juni 2025 erschien diese Aufnahme des Songs mit dem Livealbum In the Big Room allgemein zum Download und Streaming.
Ebenfalls erschien San Jacinto auf dem Konzertfilm Still Growing Up: Live & Unwrapped am 31. Oktober 2005 von der Still Growing Up Tour. David Rhodes kommentierte, dass er für bestimmte Live-Auftritte einen der sequenzierten Keyboard-Sounds der Originalaufnahme nahm und die sich wiederholende Figur auf seiner E-Gitarre spielte. Er meinte dazu, dass er „große Freude daran hatte, einen kleinen, sich wiederholenden Teil zu spielen“.
Eine orchestrale Aufnahme erschien auf dem Album New Blood am 9. Oktober 2011. Eine Live-Aufnahme von der The New Blood Tour auf dem Livealbum Live Blood am 23. April 2012 und am 24. Oktober 2011 als Konzertfilm New Blood: Live in London. Während dieser Auftritte leuchtete Gabriel am Ende des Songs mit einem Lichtstrahl ins Publikum.
San Jacinto wurde für die i/o The Tour 2023 geprobt, aber der Song wurde schließlich aus der Setlist gestrichen.

## Inhalt und Bedeutung
San Jacinto handelt davon, immer sein Bestes zu geben, um beim Auftreten von Schwierigkeiten stark sowie mutig und treu zu bleiben. Der Liedtext erzählt eine Geschichte über Mut und Entschlossenheit, in der der Ich-Erzähler verschiedene Symbole der Stärke betrachtet: einen Büffel, die Adlerfedern und den Sack mit einer Klapperschlange des Medizinmanns – und die Verbindung zu dem San Jacinto Peak, einem Berg der San Jacinto Mountains im kalifornischen Inland Empire, der nach dem Heiligen Hyazinth von Caesarea benannt ist. Das Lied ermutigt den Hörer, „den Weg weiter zu verfolgen“ („hold the line“) und stark und sich selbst treu zu bleiben, egal wie schwierig die Situation auch sein wird. Insgesamt ist San Jacinto ein Symbol für Mut und Ausdauer und fordert den Zuhörer auf, in sich selbst und in den anderen Stärke zu finden, während sie durch das Leben gehen.
Gabriel wurde von einem Apachen-Indianer beeinflusst, den er auf einer Tournee durch den Mittleren Westen der USA traf. Dieser Mann arbeitete in dem Motel, in dem Gabriel mit seiner Band übernachtete. Er und Gabriel kamen ins Gespräch und der Apache erklärte beiläufig, dass seine Wohnung brenne und er sich Sorgen um seine Katze mache. Er hatte keine Möglichkeit, dorthin zu kommen, also fuhr Gabriel ihn hin. Gabriel war erstaunt, dass der Mann sich nur um die Katze sorgte, der es letztlich gut ging, und nicht um seine materiellen Besitztümer. Sie verbrachten den größten Teil der Nacht mit Gesprächen, und der Mann erklärte das traditionelle Apachen-Ritual, das er mit 14 Jahren durchführte um in seinen Stamm aufgenommen zu werden. Bevor er als tapferer Krieger gelten konnte, musste jeder Junge mit einem Medizinmann in die Berge gehen, wo er von einer Klapperschlange gebissen werden musste. Der Medizinmann ging dann weiter und der Junge muss entweder trotz des Schlangengiftes den Weg den Berg hinunter finden oder sterben. Diese Geschichte brachte Gabriel zum Nachdenken darüber, dass es in vielen Kulturen Rituale gibt, bei denen junge Männer gezwungen werden, dem Tod ins Auge zu sehen, was ihnen Mut lehren und die Wertschätzung für das Leben fördern kann.
Eine weitere Inspiration für Gabriel war eine Reise, die er in Arizona nach Palm Springs im Pinal County unternahm. Während der Fahrt fiel ihm auf, dass ein Teil des Landes der amerikanischen Ureinwohner durch Diskotheken und Restaurants bebaut wurde. Es gab dort nicht viel Respekt für die echte ursprüngliche Kultur, sondern nur für den kommerziellen Aspekt. Der Titel des Songs bezieht sich auf die San Jacinto Mountains, eine Gebirgskette in Kalifornien, von der aus man die Reservate der amerikanischen Ureinwohner überblicken kann, darunter auch einige in Palm Springs. Als Gabriel den San Jacinto Peak erklomm, bemerkte er an einigen Bäumen Bänder, von denen er annahm, dass sie mit einem Initiationsritus der amerikanischen Ureinwohner in Verbindung stehen – eine Beobachtung, die den Anstoß für die Entstehung von San Jacinto gab.

## Liedtext
Der Liedtext handelt von einem jungen Menschen, der unter der Führung eines Medizinmannes einen Übergangsritus durchläuft, der ihn in die Berge führt und ihn einem Schlangenbiss aussetzt. Es werden Verweise auf den amerikanischen Kommerz und sein Eindringen in das Land der Ureinwohner erwähnt, darunter Diskotheken und Steakhäuser, die der Jugendliche auf seinem Weg in die Berge hinter sich lässt. Die fiktiven Orte Geronimos Disco und Sitting Bulls  Steakhouse, die in dem Liedtext genannt werden, beziehen sich auf den Apachen-Militärführer Geronimo und den Lakota-Führer Sitting Bull, was die kulturelle Aneignung der indianischen Kultur durch die Weißen demonstriert. Nach dem Biss der Schlange gerät der Jugendliche in einen durch das Schlangengift hervorgerufenen halluzinatorischen Zustand, wobei der begleitende Text „Ich halte die Linie“ („I hold the line“) seine Entschlossenheit widerspiegelt, den Initiationsprozess zu überleben. Diese Zeile steht nicht nur für den Aufruf des jungen Manns an sich selbst, das möglicherweise tödliche Ritual zu überstehen, sondern auch der Aufruf der Ureinwohner an sich selbst, ihre Traditionen nicht aufzugeben. Der Kampf mit dem Schlangengift „der Giftbiss und die Dunkelheit nehmen mir das Augenlicht“ („the poison bites and darkness takes my sight“) ist eine Metapher für den Kampf der Ureinwohner, die ihre Kultur gegen die Dominanz der weißen Mehrheit der Bevölkerung verteidigen.

## Musik
Gabriel und sein Tontechniker David Lord sammelten eine Reihe von Klang-Samples, die sie mit einem Fairlight-Synthesizer bearbeiteten und in diesem Stück verwendeten. Gabriel lud ein Marimba-Sample in den Fairlight CMI, das er für ein Ostinato in 5⁄8-Takt verwendete. Dieses wurde über einen windähnlichen Synthesizer-Part im 7⁄16-Takt gelegt. Diese Patterns überlagern sich während des gesamten Liedes, das in einem gemeinsamen Takt spielt. Während des letzten Abschnitts werden in dem endgültigen Mix alle Instrumente, mit Ausnahme von gesampelten Stimmen und einem auf einem Schrottplatz aufgenommenen von Gabriel geblasenen Abflussrohr, die Gabriel über den Fairlight CMI steuerte, ausgeblendet. Neben dem Abflussrohr wurden auf dem Schrottplatz zuvor auch viele verschiedene andere Geräusche aufgenommen.

## San Jacinto (deutsche Version)
Von diesem Lied wurde wie von allen anderen Liedern des Albums Peter Gabriel (Security) eine deutschsprachige Version ebenfalls unter dem Titel San Jacinto kreiert, die am 1. November 1982 auf dem Album Deutsches Album in Westdeutschland erschien. Gabriel singt darauf selbst den von Horst Königstein auf Deutsch übersetzten Text. Peter Gabriel arbeitete sorgfältig mit Horst Königstein zusammen, um sicherzustellen, dass der deutschsprachige Text mehr ist als eine einfache Übersetzung des englischsprachigen Originals. Die Sprache vermittelt nicht nur die Bedeutung und die beabsichtigte Bildsprache des ursprünglichen Songs, sondern ermöglicht es den Worten auch, zur Musikalität des Liedes beizutragen.

## Mitwirkende
(Quelle:)

### Musiker
- John Ellis – E-Gitarre
- Larry Fast – Moog & Synthesizer
- Jill Gabriel – Gesang
- Peter Gabriel – Gesang, Begleitgesang, zusätzliches Schlagzeug, Fairlight CMI, Linn-Drumcomputer-Programmierung
- Tony Levin – Chapman Stick
- Jerry Marotta – Schlagzeug
- David Rhodes – E-Gitarre

### Technisches Personal
- Ian Cooper – Mastering-Techniker
- Peter Gabriel – Produktion
- Mike King – Schnitt
- David Lord – Toningenieur, Produktion
- Neil Perry – Assistent des Toningenieurs
- Andy Rose – Toningenieur
- Tim Wybrow – Toningenieur

## Rezeption

### Rezensionen
Zusammen mit The Rhythm of the Heat bezeichnete Tim Bowness von dem US-amerikanischen Musikmagazin Louder San Jacinto als eine von Gabriels ehrgeizigsten Kompositionen. Adam Sweeting von dem britischen Musikmagazin Melody Maker sagte, dass die „wilde Schnelligkeit“ des Liedes lohnend sei. Der Autor Durrell Bowman nannte San Jacinto einen „Schlüsseltrack des Albums“ und hob den Text des Liedes hervor, indem er sagte, dass er „die künstliche Welt in einem Teil Kaliforniens - von Prominentenvillen, Golfplätzen und Swimmingpools“ mit verarmten Indianerreservaten kontrastiere. Das US-amerikanische Digitalmagazin Paste und das Musikmagazin Rolling Stone setzten den Song auf Platz zehn bzw. neun ihrer Listen der besten Peter-Gabriel-Songs. Tony Banks, ein ehemaliger Bandkollege Gabriels bei Genesis, bezeichnete San Jacinto als einen seiner Lieblingssongs von Peter Gabriel.